# A Taxi Driver
A Taxi Driver (en coreano: 택시 운전사; Unjeonsa) es una película de Corea del Sur de 2017 dirigida por Jang Hoon, protagonizada por Song Kang-ho y Thomas Kretschmann. Está basada en una hechos reales, la película se centra en un taxista de Seúl que involuntariamente se involucra en los eventos del Levantamiento de Gwangju en 1980. Se basa en las interacciones del periodista alemán Jürgen Hinzpeter con el conductor Kim Sa-bok; sin embargo, no obstante la mayoría de los elementos relacionados con su vida y los eventos que le suceden fuera de Gwangju son ficticios.

## Sinopsis
Kim Man-Seob es un taxista viudo que malvive en Seúl con su hija de once años. Pasa por un bache económico, pero una gran oportunidad aparece ante sus ojos cuando un reportero alemán le ofrece un dineral a cambio de un trabajo: llevarle de Seúl a Gwangju para cubrir el levantamiento de 1980, un alzamiento popular ocurrido en la ciudad surcoreana, cuando los ciudadanos se levantaron contra la dictadura de Chun Doo-hwan y tomaron el control de la ciudad.

## Reparto

### Principales
- Song Kang-ho : Kim Man-seob. El conductor del taxi
- Thomas Kretschmann : Peter, un periodista alemán

### Secundarios
- Yoo Hae-jin : Hwang Tae-sool. Una taxista de buen corazón
- Ryu Jun-yeol : Jae-sik. Estudiante universitario que sabe hablar inglés
- Park Hyuk-kwon : Periodista
- Uhm Tae-goo : Park Jung-sa
- Yoo Eun-mi : Eun-jeong, hija de Kim Man-seob
- Cha Soon-bae: como el conductor Cha
- Lee Bong-ryun: como la esposa embarazada de Seúl
- Ko Chang-seok: padre de Sang-goo.
- Choi Gwi-hwa: jefe de los policías vestidos de paisano.[3]
- Ryu Abel como una empleada de la cafetería.